# Philippe Gardent
Philippe Gardent (ur. 15 marca 1964 w Belleville) – francuski piłkarz ręczny, brązowy medalista igrzysk olimpijskich Barcelonie w 1992 roku. Na turnieju olimpijskim rozegrał 6 meczów i strzelił 12 bramek. Zdobył srebrny medal na Mistrzostwach Świata 1993. Dwa lata później na kolejnych mistrzostwach świata w Szwecji zdobył medal złoty.
Od 1996 r. był szkoleniowcem Chambéry Savoie HB, który występuje w rozgrywkach Division 1. W latach 2012–2015 był szkoleniowcem Paris Saint-Germain Handball.

## Sukcesy

### jako zawodnik
- Mistrzostwa Francji:
  -  1986, 1987, 1991, 1994, 1996
- Puchar Francji:
  -  1993

### jako trener
- Mistrzostwa Francji:
  -  2001
  -  1998, 1999, 2000, 2002, 2003, 2006, 2008, 2009, 2010
  -  2007